# Максимовка (Донецкая область)
Максимовка (укр. Максимівка) — посёлок в Волновахском районе Донецкой области Украины.
Население по переписи 2001 года составляло 793 человека. Почтовый индекс — 85641. Телефонный код — 6278. Код КОАТУУ — 1423385802.

## История
15 ноября 2024 года, в ходе боёв за Курахово, ВС РФ захватили посёлок.

## Местный совет
85640, Донецька обл., Мар’їнський р-н, с-ще Новоукраїнка, вул.Совєтська,16а[обновить данные]